# Gunteucha
Gunteucha či Gondioque (495?–532?) byla franská královna Orléansu, manželka franského krále Chlodomera. Po smrti Chlodomera se provdala za jeho bratra Chlothara I., krále Soissons.

## Životopis
O jejím životě se dochovalo jen velmi málo informací. Krátce se o ní zmínil Řehoř z Tours ve svém díle Historia Francorum. Podle Řehoře byla vnučka Godegisela, krále Burgundů. V roce 517 se provdala za Chlodomera, krále Orléans. Pravděpodobně byla matkou Gonthara, Thibalda a Chlodoalda, později kanonizovaného jako svatého Clodoalda.
Král Chlodomer vedl v roce 524 válečné tažení proti Burgundům, během něhož byl zabit na jaře či v létě téhož roku v bitvě u Vézeronce. Jeho tři synové byli svěřeni jeho matce Chrodechildě, dokud se vdova Guntecha znovu neprovdala za Chlothara I. Ten nechal, ale Chlodomerovy děti zabít, čímž se zbavil potencionálních následníků trůnu. Pouze Chlodoaldovi se podařilo před smrtí uniknout. Později se stal opatem v Nogentu, kde se vzdal svých vlasů, symbolu franské královské rodiny, aby si uchránil svůj život.
Chlotharův sňatek s Gunteuchou umožnil Chlotharovi přístup k Chlodomerově pokladně. Franské právo umožňovalo ženě dědit půdu, pokud neměla žádné syny a tak území krále Godegisila přešlo na Guntechu, jako jedinou dědičku.